# FN FNX
FN FNX 권총은 파브리크 나시오날 드 에르스탈의 한 부서인 FN 아메리카(FNH USA 브랜드)가 컬럼비아 (사우스캐롤라이나주)에서 제조한 반자동, 중합체-총몸 피스톨 시리즈이다.

## 역사
FNX는 FN FNP의 후속작으로 2009년에 소개되었다.

## 설계

### 작동
FNX는 시판되는 다른 많은 중앙 격발 권총과 마찬가지로 짧은 반동 이용식 권총이다. 그 차이점은 총신과 슬라이드가 총신이 내려오고 잠금이 해제되기 전에 이동하는 거리에 있다.
FNX의 총신과 슬라이드는 다른 일부 반자동 권총의 두 배에 달하는 거리를 이동한 후 분리된다. 이것은 스프링이 총신과 슬라이드 모두로부터 더 많은 운동량을 흡수할 수 있게 함으로써 권총의 느껴지는 반동을 줄이는 데 도움이 된다.
이 권총은 스트라이커 격발식이 아니라 해머 격발식이다. 이는 권총을 단동식 또는 복동식 모드로 발사할 수 있게 한다. 안전 장치는 콜트 M1911 권총에서 발견되는 안전 장치를 기반으로 한다. 해머를 뒤로 젖히고 안전 장치를 동시에 작동시켜 무기를 "콕 앤 락(cocked and locked)" 상태로 휴대하는 것이 가능하다. 안전 레버는 아래로 밀면 디코커 역할을 한다.
야전 분해는 슬라이드를 뒤로 잠그고, 분해 레버를 시계 방향으로 90도 돌린 후, 슬라이드 스톱을 해제하면서 슬라이드가 조심스럽게 프레임 밖으로 앞으로 밀려나도록 하여 수행된다. 그런 다음 총포신과 리코일 스프링이 슬라이드에서 분리되어 분해 절차를 완료한다.
모든 FNX 권총(디코크 전용인 일부 법 집행 모델 제외)에는 양손잡이용 안전/디코킹 레버, 탄창 해제, 슬라이드 스톱 해제 레버가 포함된다. 모든 변형에는 피카티니 레일, 트리튬 야간 조준경, 그리고 오른쪽에 약실 표시기가 포함된다.

### 탄약
이 권총은 약실에 9mm 파라벨룸, .40 S&W, 그리고 .45 ACP 탄약통이 장전된다.

### 액세서리
새 모델은 3개의 탄창과 2개의 교체 가능한 백스트랩이 있는 플라스틱 하드 케이스에 담겨 판매된다. 

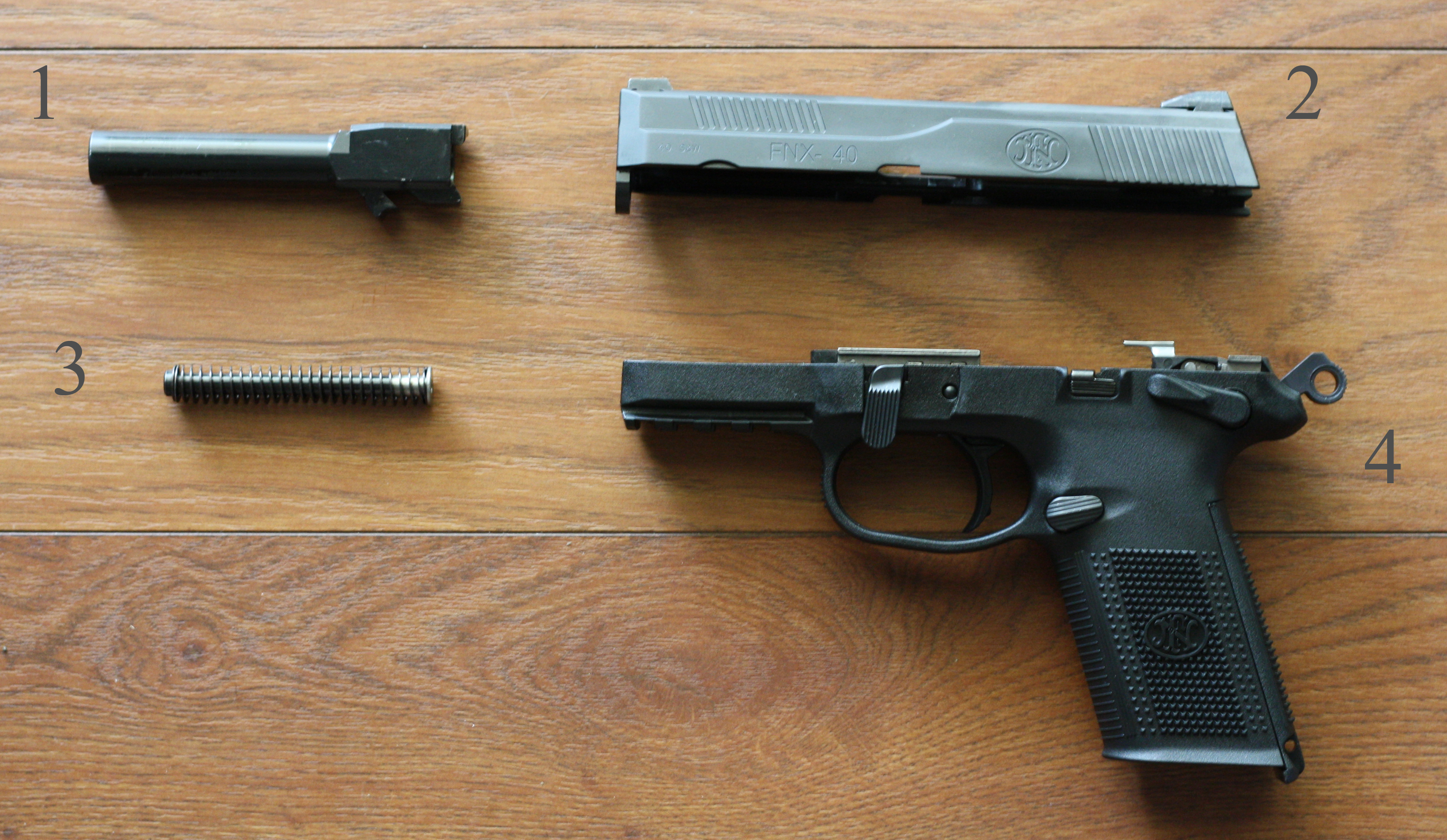
FNX-40 야전 분해: 1. 총포신; 2. 슬라이드; 3. 리코일 스프링; 4. 총몸.

2012년부터 새 모델에는 2개가 아닌 4개의 교체 가능한 백스트랩이 포함된다. 하나는 권총에 장착되어 배송되고 3개는 케이스에 추가로 들어 있다. 백스트랩은 두 가지 두께와 두 가지 패턴(그립 측면과 유사한 크로스 해치 패턴, 그립 전면과 유사한 수평선)으로 되어 있다.

## 변형
2012년 10월 초 현재, FNX 9 및 FNX 40 권총의 유일한 변형은 순전히 외관상이었다: FNX-9 및 FNX-40 모두 무광 검정 또는 스테인리스 스틸 슬라이드 마감으로 제공된다.

### FNX 45
FNX 45는 2012년 10월 초에 출시되었다. 현재 검정, 스테인리스, FDE (플랫 다크 어스) 색상으로 제공된다.
FNX 45는 4에서 15까지 번호가 매겨진 12개의 잔탄 확인 구멍이 있는 탄창이 함께 제공되어 사수가 남은 탄약 수를 더 정확하게 측정할 수 있도록 한다.
이는 FNX 40의 경우 5, 10, 14로 표시된 구멍이 있거나 FNX 9의 경우 5, 10, 15, 17로 표시된 원래 FNX와는 대조적이다.

### FNX 택티컬
FNX 택티컬은 FNX 45의 초기 생산 직후 .45 ACP로 출시되었다. 나사산 총신, 소음기 높이 트리튬 야간 조준경("후방 노란색 전방 녹색") 및 마이크로 레드 도트 조준경과 같은 광학 장치를 설치하기 위한 밀링 슬라이드가 특징이다. 플랫 다크 어스(FDE) 및 검정 색상 옵션으로 제공된다.

## 사용자
- 미국
  - 미국의 법집행

## 같이 보기
- FN 503
- FN 502
- FN 509
- FN 510
- FN 545
- FN FNS
- FN FNP
- FN HiPer
- FN 파이브-세븐
- 브라우닝 하이파워

- 반자동 권총 목록